# Au petit Marguery
Pour les articles homonymes, voir Marguery.
Pour plus de détails, voir Fiche technique et Distribution.
Au petit Marguery est une comédie dramatique chorale française réalisée par Laurent Bénégui sortie en 1995.

## Synopsis
Après plus de vingt-cinq ans d'exercice dans un quartier populaire de Paris, Hippolyte et Joséphine ont pris la décision de fermer leur restaurant. Non pour des raisons économiques ou urbanistiques mais, plus graves, parce qu'Hippolyte est atteint d'un cancer du nez qui le prive du goût et de l'odorat. Une catastrophe pour un cuisinier attaché aux petits plats traditionnels mitonnés avec amour ! Ce soir-là, c'est la fermeture.
Pour marquer l'événement, Barnabé, fils unique de la maison, a convié tous ses amis à un ultime repas de fête, naturellement préparé par son père, Joséphine s'activant, elle, en salle, comme d'habitude. Devant ses fourneaux, Hippolyte met la dernière main à la pâte, en rudoyant ses deux jeunes extras et son vieux plongeur, tandis qu'accueillie par Joséphine, s'installe bruyamment autour d'une grande table, une quinzaine d'invités, jeunes hommes et femmes, d'origines, de caractères, d'aspirations et d'itinéraires différents.

## Fiche technique
Sauf indication contraire, les informations mentionnées dans cette section peuvent être confirmées par la base de données cinématographiques IMDb,  présente dans la section « Liens externes ».
- Titre : Au petit Marguery
- Titre allemand : Hippolytes Fest
- Réalisateur : Laurent Bénégui
- Scénario : Laurent Bénégui, Michel Field et Olivier Daniel, d'après le roman de Laurent Bénégui
- Directeur de la photographie : Luc Pagès
- Montage : Jean-Luc Gaget
- Chef décorateur : Pierre Attrait
- Coiffures : Christian Gruau
- Cascades : Daniel Vérité
- Casting : Nicolas Lublin et Laurent Canetto
- Musique : Angélique Nachon et Jean-Claude Nachon
- Producteurs : Charles Gassot, Richard Djoudi[1]
- Sociétés de production : France 2 Cinéma, Téléma, Magouric Productions et Studiocanal
- Soutiens à la production : le CNC, Canal+, Procirep et La Maison des Ecrivains
- Budget : 2.9M€[2]
- Directeur de production : Jean-Christophe Colson
- Producteur exécutif : Jacques Hinstin
- Année de production : 1994
- Pays de production :  France
- Durée : 95 minutes
- Langue : français
- Format : couleur - 1.85:1 - 35 mm - Fujifilm
- Ingénieur du son : Pascal Ribier
- Son : Dolby
- Postproduction : Laboratoires Éclair
- Genre : comédie dramatique, film choral
- Sociétés de distribution : Les Films du Losange ( France), Studiocanal (Ventes internationales) et Vertigo Films (en)( Espagne)
- Date de sortie : 
  - 8 novembre 1995 (France)
  - DVD : 10 juin 2004 (chez Blaq Out)
  - VOD : 10 juin 2014
- Visa d'exploitation : no 80 469
- Box-office France : 128 545 entrées
- Box-office Europe (France incluse) : 204 767 entrées[3]

## Distribution
- Stéphane Audran : Joséphine
- Michel Aumont : Hippolyte
- Alain Beigel : Daniel
- Marie Bunel : Anne-Françoise
- Thomas Chabrol : Thomas
- Vincent Colombe : Paolo
- Laurence Côte : Danièle
- Antoine Cousin : Tatave
- Marie-Laure Dougnac : Lydie
- Mimi Félixine : Bimtou
- Alain Fromager : Agamemnon
- Jacques Gamblin : Barnabé
- Claire Keim : Mylène
- Gérald Laroche : Paul
- Agnès Obadia : Maria
- Olivier Py : Oscar
- Jocelyn Quivrin : Riquet
- Pierre-Loup Rajot : Perle, le clochard
- Charles Schneider : Julien
- Salah Teskouk : Mohcène
- Myriem Roussel : La Suissesse
- Féodor Atkine : Le linguiste
- Bernard Ballet : L'ami
- Arlette Balkis : La vieille dame
- Geoffrey Bateman : Le client anglais
- Stéphane Brizé : L'interne
- Félix Ceytaire : Barnabé en 1965
- Isabelle Charraix : Joséphine en 1960
- Attica Guedj : Leila
- Jacques Herlin : Monsieur Piat
- Geno Lechner : La femme du linguiste
- Riton Liebman : Hippolyte en 1960
- Grégory Preizal : Julien enfant
- Dimitri Rougeul : Barnabé en 1968

## Autour du film
Sauf indication contraire, les informations mentionnées dans cette section peuvent être confirmées par le générique de fin de l'œuvre audiovisuelle présentée ici, ainsi que par la base de données cinématographiques IMDb,  présente dans la section « Liens externes ».
- Le nom de la pièce de théâtre s'inspire d'un ex-grand restaurant parisien du XIXe siècle, La sole Marguery. Toutefois, Le Petit Marguery était le nom du café-restaurant tenu par la famille Bénégui au 47, avenue Trudaine, dans le 9e arrondissement de Paris. Plusieurs références discrètes au quartier de l'avenue Trudaine sont présentes dans le film.
- Le film est visible dans le téléfilm Le cinéma passe à table de 2005[4].
- Le film a été tourné à Paris, à Groslay et à Saint-Ouen[5]
- La chanson audible dans le film est La Folle Complainte ici interprétée par Charles Trenet.
- Troisième rôle dans un long-métrage pour Olivier Py et Jocelyn Quivrin.
- Le Festin de Babette, autre film avec Stéphane Audran où la gastronomie est à l'honneur.